# Hermagor-Pressegger See
Hermagor-Pressegger See (en slovène : Šmohor-Preseško jezero) est une ville autrichienne, chef-lieu du district de Hermagor, en Carinthie. 

## Géographie
La municipalité se situe dans la vallée de la Gail (Gailtal), sur les côtes sud des Alpes de Gailtal. La crête des Alpes carniques avec le col de Nassfeld au sud forme la frontière italienne. Le Pressegger See, un lac de baignade populaire, se trouve à quelques kilomètres à l'est.

### Quartiers
Le territoire communal comprend 12 quartiers :
| - Egg (Brdo) - Görtschach (Goriče) - Guggenberg - Hermagor (Šmohor, auparavant Trg) | - Khünburg - Mitschig (Mičiče ou Semičiče) - Möderndorf (Modrinja vas) - Möschach (Mošče) | - Nampolach (Napole) - Rattendorf (Radnja vas) - Tröpolach (Drobolje ou Dobropolje) - Vellach (Bela) |

## Histoire
Comme l'attestent de nombreuses fouilles, la vallée de la Gail était déjà peuplée au temps du royaume celtique de Noricum qui est devenu une province de l'Empire romain vers 16 av. J.-C., au cours de la conquête romaine de l'arc alpin.
La paroisse de Hermagor, nommée après saint Hermagoras (mort vers 304), premier évêque d'Aquilée, est mentionnée pour la première fois en 1169. L'église, une fondation d'Aquilée en Carinthie, fut le centre d'un  hameau marchand qui devint le chef-lieu de la vallée.
En 1779, le prêtre jésuite Franz Xaver von Wulfen a découvert la fleur Wulfenia sur les pentes du mont Gartnerkofel au sud-ouest de la ville.
Hermagor a reçu les droits de ville le 10 octobre 1930, à l'occasion du dixième anniversaire du référendum de Carinthie.

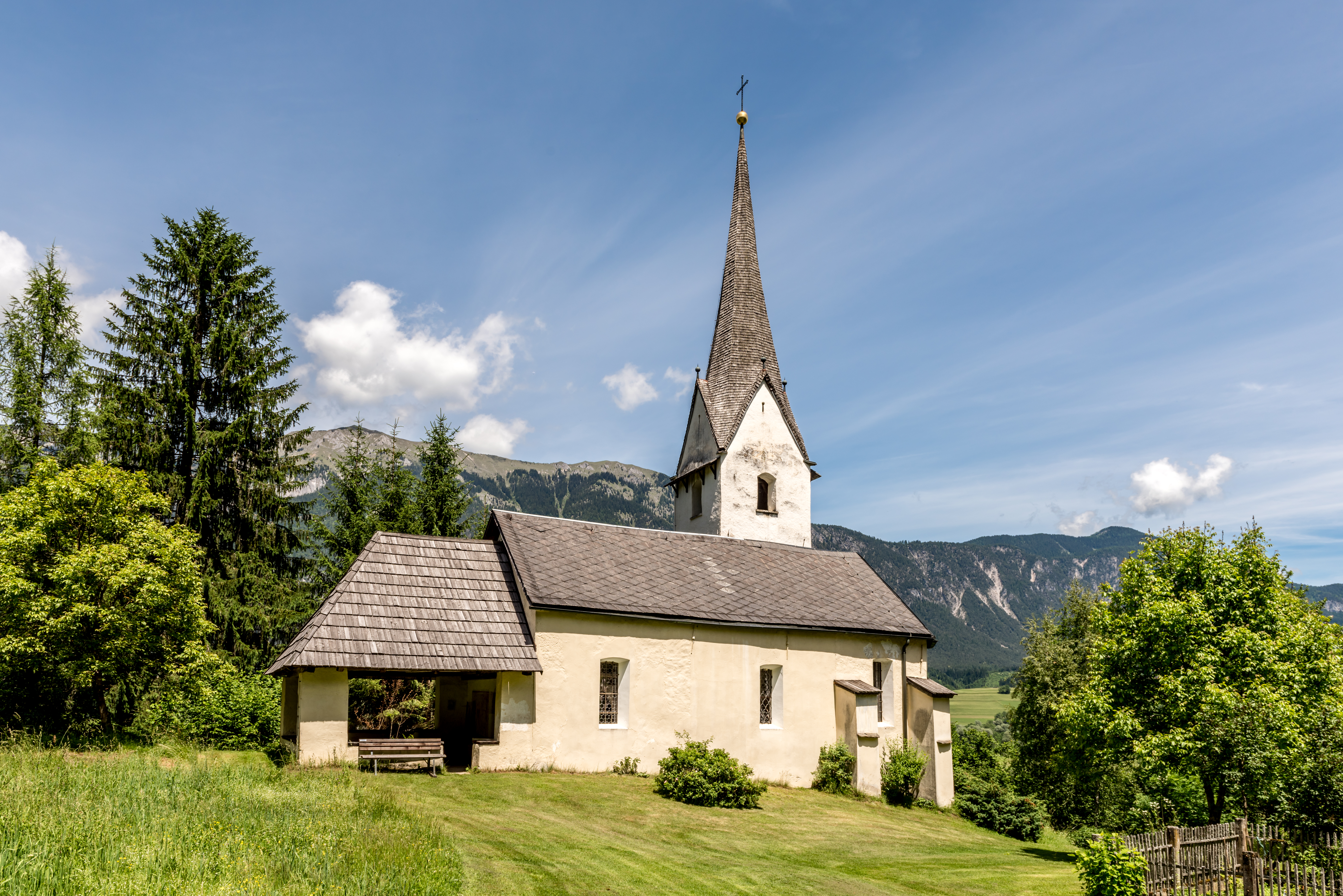
Église Saint Leonard à Latschach.
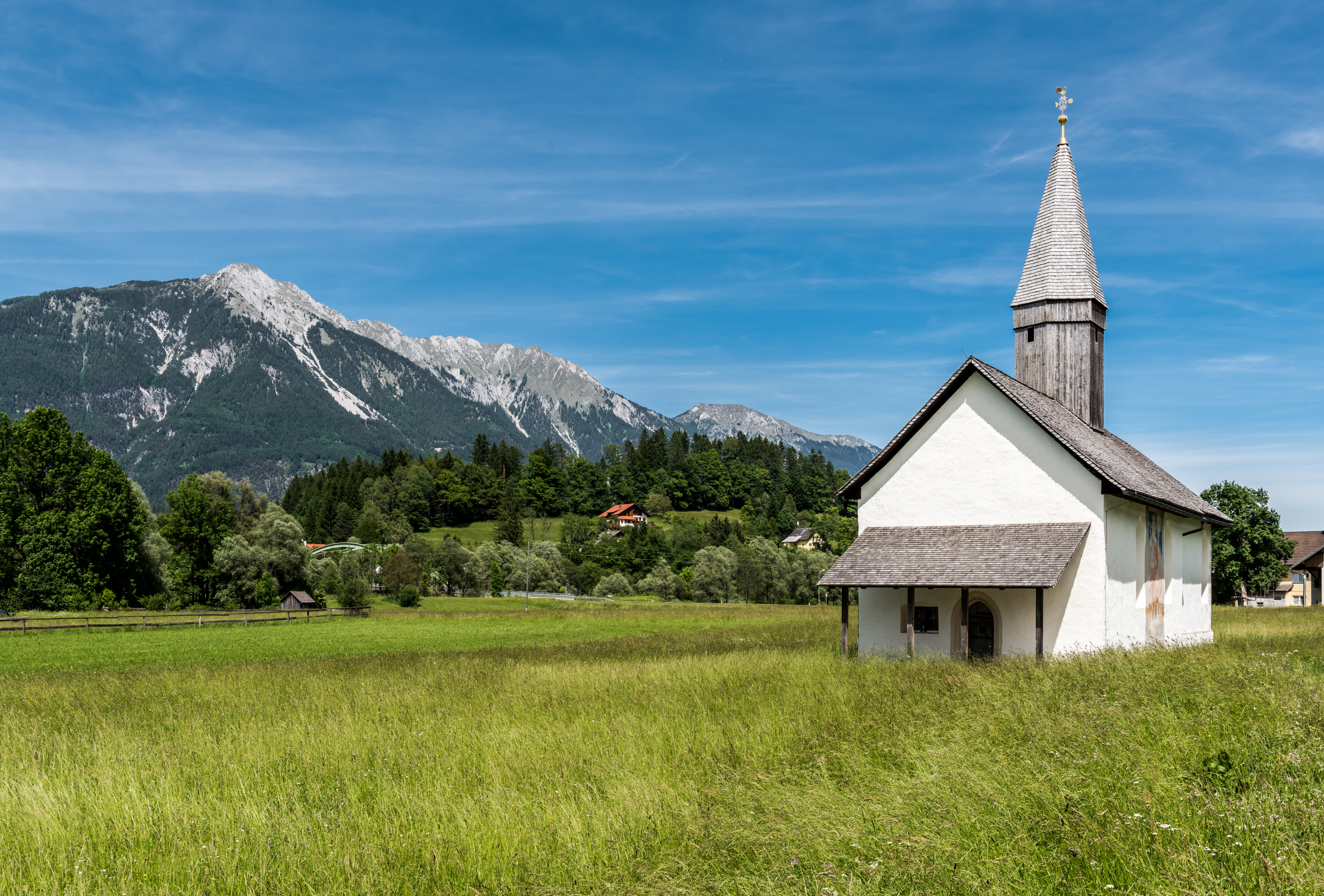
Église Saint Martin à Moederndorf. Au fond, le Spitzegel (2.119 m).
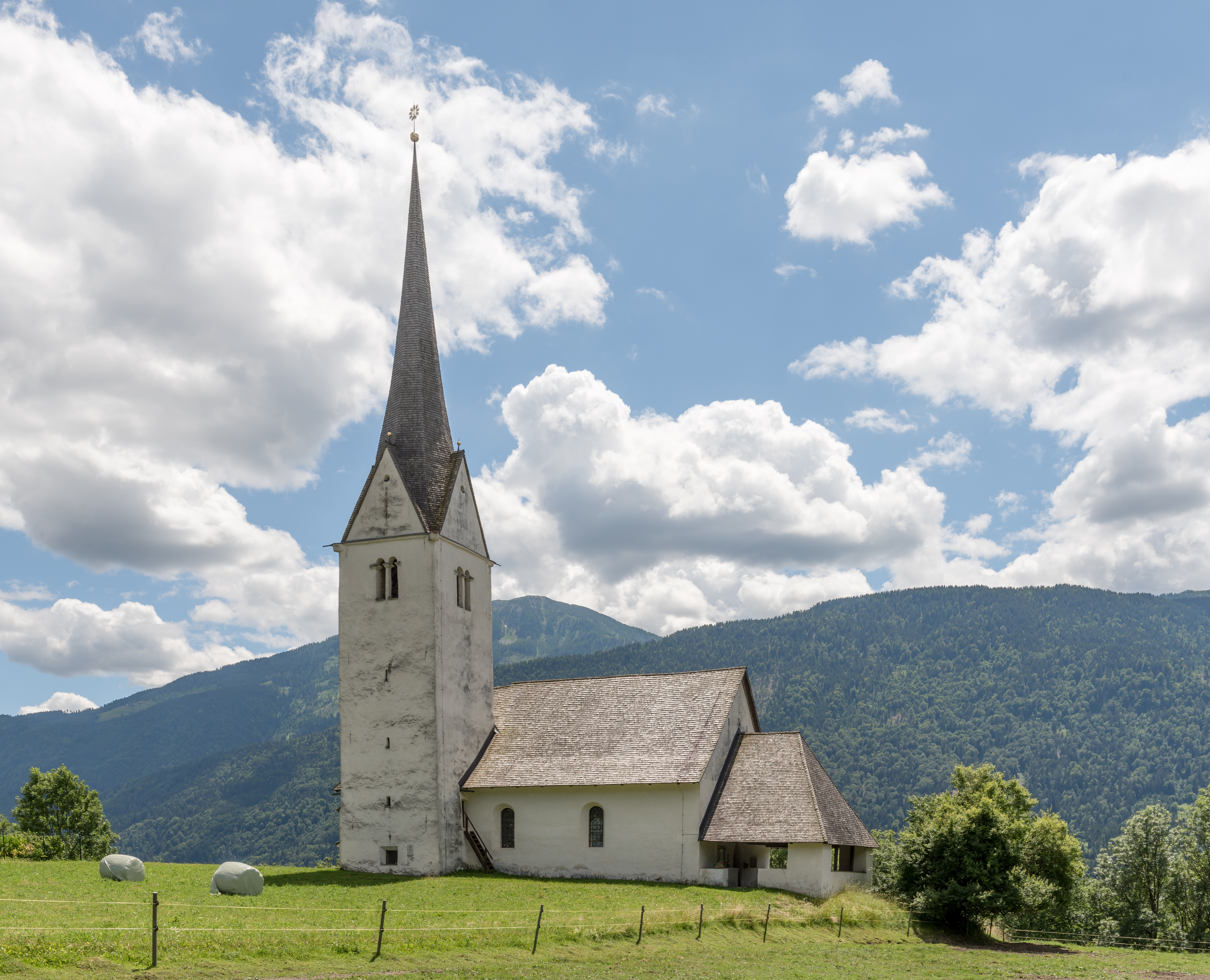
Église Saint Henry l'empereur à Görtschach.

## Personnalités liées à la commune
- Armin Assinger (né en 1964), skieur alpin, y grandit ;
- Markus Salcher (né en 1991), skieur handisport.